# Boski chillout
Boski chillout (tytuł oryg. Pineapple Express) – amerykański film fabularny (komedia sensacyjna) z 2008 roku.

## Opis fabuły
Dale Denton jest dostarczycielem pozwów. Odwiedza swojego dilera Saula z powodu "Boskiego chilloutu" − nowej trawki. Będąc świadkiem zabójstwa dokonanego przez skorumpowaną policjantkę, przez nieuwagę zostawia trawkę. Od tej pory Dale i Saul są ścigani.

## Obsada
- Seth Rogen − Dale Denton
- James Franco − Saul Silver
- Danny McBride − Red
- Kevin Corrigan − Budlofsky
- Craig Robinson − Matheson
- Gary Cole − Ted Jones
- Rosie Perez − Carol, policjantka
- Ed Begley Jr. − Robert Anderson
- Nora Dunn − Shannon Anderson
- Amber Heard − Angie Anderson
- Arthur Napiontek − Clark

i inni